# ひいろ莎々
ひいろ 莎々（ひいろ ささ）は、日本の漫画家。
『月刊ガンガンWING』（スクウェア・エニックス）の新人漫画賞である「金の翼賞」でデビュー。やわらかいタッチの絵が特徴。

## 作品リスト
- マビノ×スタイル（2005 - 2006、月刊ガンガンWING、全2巻）
- イグナイト（2007 - 2009、月刊ガンガンWING、全4巻）